# Karl Türmer

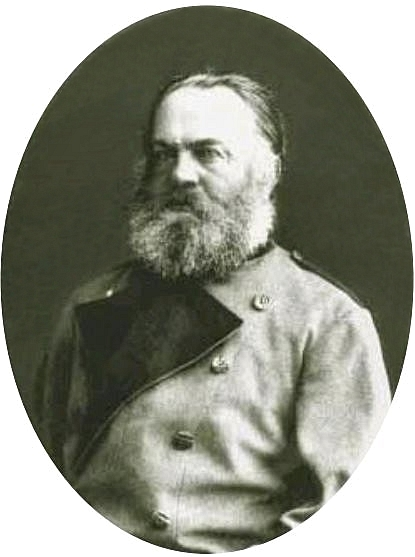
Karl Türmer

Karl Türmer (* 14. September 1824 in Kunzendorf bei Wohlau, Oberschlesien; † 23. September 1900 in Muromzewo, Sudogda ujesd, Gouvernement Wladimir, Russland) war ein deutscher Forstmann, der als Pionier der nachhaltigen Forstwirtschaft hauptsächlich in Russland gewirkt hat.

## Biographie

### Jugend in Deutschland
Vom Wald von klein auf begeistert, arbeitete der aus einfachen Verhältnissen stammende Karl Türmer bereits in seiner Jugend in Baumschulen und Förstereien. Nach seinem Wehrdienst wurde er Förster von 1846 bis 1850 bei Magdeburg und später von 1851 bis 1853 bei Brandenburg, wo er sich mit der Aufforstung von Nadelwäldern auf sandigen Böden beschäftigte.

### Wirken in Russland
1853 folgte er einer Einladung des Grafen Sergei Semjonowitsch Uwarow und übernahm zunächst das Amt des Jagdleiters und schließlich die Leitung der Forstwirtschaft im Gut Poretschje in der Nähe von Borodino. Für die Betreuung von über 3.000 Hektar Forst wurde er mit 500 Rubeln pro Jahr entlohnt. Neben seinen eigentlichen Aufgaben experimentierte Türmer mit Saatmischungen und nichtheimischen Baumarten (z. B. aus Sibirien). Weiterhin übernahm er die Gestaltung des Gutsparks.
Nach Differenzen mit dem neuen Gutsherrn in Poretschie, übernahm Türmer 1891/92 das Amt des Verwalters der Forstwirtschaft im Gut Muromzewo (Gouvernement Wladimir) mit ebenfalls mehr als 3.000 Hektar Forst. Türmer gelang es, das Gut nachhaltig und gleichzeitig hochprofitabel zu bewirtschaften. Aufbauend auf seinen Erfahrungen aus Deutschland und Poretschie setzte er auch hier auf gemischte Anpflanzungen und die kontinuierliche und ganzheitliche Pflege des Waldes.

## Vermächtnis
Überrascht von der guten Aufnahme seiner 1891 abgefassten Monographie 50 Jahre forstwirtschaftliche Praxis schrieb Türmer 1900 an den Grafen Chrapowitskij: Es steht zu hoffen, daß sich das Tempo der Entwicklung in der Forstwirtschaft Rußlands beschleunigt. Die Waldbesitzer werden bald einsehen, daß sie verpflichtet sind, Wald zu pflanzen und ihn zu hegen. Daß Rußland reich an Wald sei, wird natürlich niemand in Abrede stellen. Reich sind wir noch an Quantität, aber nicht an Qualität der Wälder. Die üblen Folgen einer schlechten Forstwirtschaft zeigen sich erst nach Ablauf einer langen Zeit, was ein ganzes Jahrhundert oder noch länger dauern kann. Eine richtige Forstwirtschaft bringt dem Volkswohl einen gewaltigen Nutzen.
Über 840 Hektar des von ihm gestalteten Forstes im Wladimirer Gebiet wurden 1980 zum Naturdenkmal erklärt, und 1999 wurde dort ein Gedenkstein für ihn errichtet. Weiterhin ist ein Dorf nach Karl Türmer benannt (Tjurmerovka).

## Schriften
- 50 Jahre forstwirtschaftliche Praxis / Пятьдесят лет лесохозяйственной практики, 1891

## Auszeichnungen
- Große Goldmedaille F. Ch. Mayer
- Orden des Heiligen Stanislaw 3. Stufe